# Hugh Thompson Jr.
Hugh Clowers Thompson, Jr. (Atlanta, 15 aprile 1943 – Pineville, 6 gennaio 2006) è stato un militare statunitense, noto principalmente per aver posto fine, durante la guerra del Vietnam, al tragico massacro di Mỹ Lai, perpetrato il 16 marzo 1968 dal Sottotenente William Calley e da altri venticinque soldati statunitensi ai danni di centinaia di cittadini vietnamiti inermi.

## Biografia
Thompson nacque ad Atlanta nel 1943 da Hugh Clowers Thompson Sr., che si arruolò nella U.S. Navy e partecipò alla seconda guerra mondiale, e sua moglie Wessie. Aveva un fratello maggiore, Thomas, nato nel 1938, che si arruolò nella United States Air Force e partecipò al conflitto in Vietnam.
Nel 1946 la famiglia Thompson si trasferì da Atlanta a Stone Mountain, sempre in Georgia, dove si distinse per la denuncia delle discriminazioni razziali che avvenivano all'interno della comunità. Nel 1963 Hugh sposò Palma Baughman, mentre nel 1966 si arruolò nell'esercito degli Stati Uniti, venendo inviato in Vietnam nel dicembre dell'anno successivo.

### L'intervento per terminare il massacro di Mỹ Lai
Il 16 marzo 1968, mentre si trovava a bordo di un elicottero da osservazione OH-23 con i compagni Lawrence "Larry" Colburn e Glenn Andreotta sui cieli di Sơn Mỹ, nella provincia di Quảng Ngãi, notò la presenza di diversi corpi a terra. Inizialmente pensò si trattasse di vittime di bombardamenti aerei, ma poi scoprì la tragica verità quando una donna vietnamita, Nguyễn Thị Tẩu, ferita, chiese assistenza medica e fu assassinata dal capitano Ernest Medina, comandante dell'operazione, davanti ai suoi occhi.
Thompson allora fece atterrare l'elicottero nei pressi di una roggia, dove erano presenti alcuni civili vietnamiti ancora in vita in attesa di essere passati per le armi, e iniziò una difficile conversazione con William Calley, uno dei principali responsabili del massacro. Nel frattempo, il sergente David Mitchell aprì il fuoco contro alcuni civili presenti nella roggia, uccidendoli.
Thompson allora evacuò i civili superstiti, persuadendoli a salire sull'elicottero, e ordinò a Colburn e Andreotta di sparare a Calley e ai suoi uomini se avessero tentato di uccidere i vietnamiti. Dopo aver portato al sicuro i civili, Thompson e i suoi uomini tornarono indietro in cerca di eventuali superstiti, ma trovarono ancora vivo solamente un bambino di cinque o sei anni, Do Ba, e lo trasportarono in un ospedale a Quảng Ngãi.
Per il suo atto di eroismo, nel 1998 Thompson fu decorato con la Soldier's Medal assieme ai suoi due compagni Colburn e Andreotta (quest'ultimo postumo, essendo morto nel 1968 durante la guerra). Nello stesso anno Thompson tornò a My Lai, dove incontrò alcuni sopravvissuti che lui stesso aveva salvato dalla carneficina.
Morì di cancro il 6 gennaio 2006 al Veterans Affairs Medical Center di Pineville, in Louisiana, assistito tra gli altri da Larry Colburn. Fu sepolto nel Lafayette Memorial Park con gli onori militari.